# Minoru Ōki
Pour les articles homonymes, voir Oki et Ōki.
Minoru Ōki (大木実, Minoru Ōki), né le 16 décembre 1923 à Sakai (préfecture d'Osaka) et mort le 30 mars 2009 à Ōta (Tokyo), est un acteur japonais. Son vrai nom est Minoru Ikeda (池田実, Ikeda Minoru).

## Biographie
Après avoir obtenu son diplôme du lycée commercial d'Osaka-Fukushima, Minoru Ōki travaille au Nikkatsu Tamagawa Photo Studio en tant qu'assistant éclairagiste pendant environ dix ans. Il se lance dans le métier d'acteur sur la recommandation de l'actrice Michiyo Kogure et fait ses débuts au cinéma en 1951 dans Aa seishun de Shin Saburi. Depuis les années 1960, il est principalement actif à la Tōei et, depuis les années 1970, il joue également dans des séries télévisées.
Il meurt des suites d'un cancer du pancréas le 30 mars 2009 dans un hôpital de Tokyo dans l'arrondissement de Ōta.
Minoru Ōki a tourné dans environ deux cents films entre 1951 et 2005. L'acteur Satoshi Ōki (ja) est son troisième fils.

## Filmographie partielle

Minoru Ōki et Seiji Miyaguchi dans Le Guet-apens (1958).

### Au cinéma
- 1951 : Aa seishun (あゝ青春?) de Shin Saburi[2]
- 1952 : Musume wa kaku kōgi suru (娘はかく抗議する?) de Yūzō Kawashima
- 1952 : Bikkuri sanjūshi (びっくり三銃士?) de Torajirō Saitō
- 1952 : Jōka (情火?) de Hideo Ōba
- 1953 : Hana fuku kaze (花吹く風?) de Yūzō Kawashima
- 1953 : Tōkon (闘魂?) de Tatsuo Ōsone
- 1958 : Le Guet-apens (張込み, Harikomi?) de Yoshitarō Nomura : Takao Yuki
- 1962 : Kurotokage (黒蜥蝪?) d'Umetsugu Inoue
- 1964 : L'Indomptable d'Edo (車夫遊侠伝 喧嘩辰, Shafu yūkyōden: Kenka Tatsu?) de Tai Katō : Ryuun Yajima
- 1968 : Lady Yakuza : La Pivoine rouge (緋牡丹博徒, Hibotan bakuto?) de Kōsaku Yamashita : Gozo Kakurai, le chef du clan Sennari
- 1969 : Shin Abashiri bangaichi: Runin misaki no kettō (新網走番外地 流人岬の血斗?) de Yasuo Furuhata
- 1971 : Lady Yakuza : Prépare-toi à mourir ! (緋牡丹博徒 お命戴きます, Hibotan bakuto: Oinochi itadaki masu?) de Tai Katō
- 1972 : Baby Cart : L'Enfant massacre (子連れ狼 三途の川の乳母車, Kozure Ōkami: Sanzu no kawa no ubaguruma?) de Kenji Misumi
- 1972 : Kogarashi Monjirō: Kakawari gozansen (木枯し紋次郎 関わりござんせん?) de Sadao Nakajima
- 1973 : Baby Cart : Le Territoire des démons (子連れ狼 冥府魔道, Kozure Ōkami: Meifumadō?) de Kenji Misumi
- 1974 : Baby Cart : Le Paradis blanc de l'enfer (子連れ狼 地獄へ行くぞ! 大五郎, Kozure Ōkami: Jigoku e ikuzo! Daigorō?) de Yoshiyuki Kuroda (ja) : Yagyu Retsudo
- 1980 : Shogun Assassin de Robert Houston
- 2000 : Pas oublié (忘れられぬ人々, Wasurerarenu hitobito?) de Makoto Shinozaki : Heihachi Murata

### À la télévision
- 1979 : Yagyū ichizoku no inbō (柳生一族の陰謀?) (série télévisée, épisode 25)

## Distinctions
Récompenses
- 2000 : prix d’interprétation masculine pour Pas oublié (conjointement avec Tomio Aoki et Tatsuya Mihashi) au festival des trois continents[3]
- 2001 : Fumiko Yamaji Award (ja) d'excellence cinématographiques pour Pas oublié (conjointement avec Tomio Aoki, Tatsuya Mihashi et Akiko Kazami)[4]